# Maria Àngels Rial Villa
Maria Àngels Rial Villa és nascuda a Casserres l'any 1957. De jove s'incorpora a una empresa familiar agrària tradicional però el seu esperit inquiet i emprenedor la porta a innovar, mostrant  interès per la millora genètica porcina que fa que es formi i comenci la seva activitat empresarial.
L'any 1984 posa en funcionament un centre d'inseminació artificial porcina a la granja familiar a Cardona. Funda Semen Cardona l'any 1996, especialitzada en l'elaboració de dosis per a inseminació artificial porcina d'alt rendiment. Actualment l'empresa és líder a nivell estatal en exportació i un dels referents mundials del sector, amb seus a Espanya, Mèxic, Colòmbia i Filipines.
Continua amb la seva activitat agrària fundant l'any 2007 l'empresa Migjorn, dedicada al cultiu d'oliveres i a la producció d'oli d'oliva verge extra ecològic a Navàs, Bages. Els objectius de l'empresa són la qualitat, la recuperació de varietats locals, com poden ser les oliveres de la varietat autòctona Corbella, i la sinèrgia amb el territori. Migjorn ofereix activitats d'oleoturisme per compartir i donar a conèixer la cultura de l'oli.